# Семянув (Лодзинське воєводство)
Семянув (пол. Siemianów) — село в Польщі, у гміні Стшельці Кутновського повіту Лодзинського воєводства.
Населення — 174 особи (2011).
У 1975-1998 роках село належало до Плоцького воєводства.

## Демографія
Демографічна структура станом на 31 березня 2011 року:
|          | Загалом | Допрацездатний вік | Працездатний вік | Постпрацездатний вік |
| -------- | ------- | ------------------ | ---------------- | -------------------- |
| Чоловіки | 86      | 23                 | 55               | 8                    |
| Жінки    | 88      | 22                 | 49               | 17                   |
| Разом    | 174     | 45                 | 104              | 25                   |